# Colectivismo burocrático
El colectivismo burocrático es una teoría de la sociedad de clases. Algunos trotskistas lo utilizan para describir la naturaleza de la Unión Soviética bajo Iósif Stalin y otros estados similares en Europa central y oriental y en otros lugares (como Corea del Norte).[cita requerida]

## Teoría
Un estado colectivista burocrático posee los medios de producción, mientras que el excedente o ganancia se distribuye entre una burocracia partidaria de élite ( nomenklatura ), en lugar de entre la clase trabajadora . Además, lo más importante es que es la burocracia (no los trabajadores ni el pueblo en general) la que controla la economía y el Estado. Así, el sistema no es verdaderamente socialista, pero tampoco es capitalista. En la teoría trotskista, es una nueva forma de sociedad de clases que explota a los trabajadores a través de nuevos mecanismos. Los teóricos, como Yvan Craipeau, que sostienen este punto de vista creen que el colectivismo burocrático no representa un progreso más allá del capitalismo; es decir, que no está más cerca de ser un estado obrero que un estado capitalista, y es considerablemente menos eficiente. Algunos socialdemócratas incluso creen que ciertos tipos de capitalismo, como el capitalismo socialdemócrata, son más progresistas que una sociedad colectivista burocrática.
La famosa novela 1984 de George Orwell describe una sociedad ficticia de "colectivismo oligárquico". Orwell estaba familiarizado con las obras de James Burnham, ya que había revisado The Managerial Revolution de Burnham antes de escribir Mil novecientos ochenta y cuatro . El colectivismo oligárquico era una conceptualización ficticia del colectivismo burocrático, donde el Gran Hermano y el Partido Interior forman el núcleo de una organización jerárquica de la sociedad que se profesa como "socialismo inglés" debido a sus orígenes revolucionarios, pero que luego solo se preocupa por la dominación total por parte del Partido.
La idea también se ha aplicado a los países occidentales fuera del Bloque del Este, como un régimen necesario de instituir para mantener el capitalismo y evitar que se desintegre en la era de la posguerra. Se supone que esta forma diferente de colectivismo burocrático integra varios sectores de la sociedad, como sindicatos, corporaciones y organizaciones gubernamentales, para evitar que las contradicciones en la economía se conviertan en una crisis general. Esta forma supuestamente está encarnada en el estado de bienestar, que organiza a los trabajadores en una red gubernamental subsumida bajo las relaciones capitalistas.

## Orígenes teóricos
"Colectivismo burocrático" se utilizó por primera vez como término para describir una teoría originada en Inglaterra, poco antes de la Primera Guerra Mundial, sobre una posible organización social futura. Después de la guerra, la Revolución Rusa y el ascenso al poder de Iósif Stalin en la Unión Soviética, Hugo Urbahns y Lucien Laurat comenzaron a criticar la naturaleza del Estado soviético de manera similar.[cita requerida]
Esta teoría fue adoptada por primera vez dentro del trotskismo por un pequeño grupo en Francia en torno a Craipeau. También fue retomado por Bruno Rizzi, que creía que las burocracias soviética, alemana e italiana eran progresistas y celebraba "la clase que tiene el coraje de hacerse dueña del Estado".[cita requerida] Fue con Rizzi con quien León Trotski debatió a finales de la década de 1930. Trotsky sostuvo que la Unión Soviética era un estado obrero degenerado y que si no experimentaba una nueva revolución política obrera, podría avanzar hacia una nueva forma de sociedad, como el colectivismo burocrático. Sin embargo, Trotsky dudaba que alguna vez se alcanzara un estado de colectivismo burocrático puro; creía que, en ausencia de una revolución proletaria que devolviera a la Unión Soviética al socialismo, una contrarrevolución integral devolvería a la nación al capitalismo.
Poco después de que el Partido de los Trabajadores de Estados Unidos (más tarde la Liga Socialista Independiente), dirigido por Max Shachtman, se escindiera de la Cuarta Internacional, adoptó la teoría del colectivismo burocrático y la desarrolló. Como resultado, a menudo se asocia con el Shachtmanismo de izquierda y el Tercer Campo. Su versión tenía mucho en común con la de Craipeau, desarrollada por James Burnham y Joseph Carter, pero poco con la de Rizzi.

## Crítica
En 1948, Tony Cliff argumentó que es difícil hacer una crítica del colectivismo burocrático porque autores como Shachtman nunca publicaron una explicación desarrollada de la teoría. Afirmó que la pobreza teórica de la teoría del colectivismo burocrático no es accidental y trató de demostrar que la teoría es sólo negativa; vacío, abstracto y, por tanto, arbitrario. Cliff propuso el capitalismo de Estado como una teoría alternativa que describe con mayor precisión la naturaleza de la Unión Soviética bajo el estalinismo.
En un ensayo de Monthly Review de 1979, Ernest Mandel argumentó que la hipótesis de que la burocracia soviética es una nueva clase no corresponde a un análisis serio del desarrollo real y las contradicciones reales de la economía y la sociedad soviéticas en los últimos cincuenta años. Afirmó que el conflicto de intereses convierte a la burocracia en un cáncer para una sociedad en transición entre el capitalismo y el socialismo. En consecuencia, la gestión burocrática no sólo es cada vez más derrochadora sino que también impide que el sistema de una economía planificada basada en la propiedad socializada funcione eficazmente. Mandel concluyó que este hecho innegable es en sí mismo incompatible con la caracterización de la burocracia como clase dominante y con la URSS como un nuevo "modo de producción explotador" cuyas "leyes de movimiento" nunca han sido especificadas.
Un concepto relacionado es el de un sistema de "mando administrativo" dentro de lo que el sociólogo Michael Kennedy llamó "socialismo de Estado gobernado por los comunistas".  En Has Socialism Failed, el fallecido líder del Partido Comunista Sudafricano, Joe Slovo, se refirió a los problemas asociados con el hecho de que un partido tenga un "mando administrativo", afirmando que "el poder estatal post-apartheid debe recaer claramente en los representantes electos del pueblo y no, directa o indirectamente, en el mando administrativo de un partido."